# کیلر کراک
کیلر کراک (به انگلیسی: Killer Croc) با نام اصلی وایلون جونز، یک شخصیت خیالی ابرشرور در کتاب‌های کامیک آمریکایی منتشر شده توسط دی‌سی کامیکس است، که عموماً به عنوان دشمن شخصیت ابرقهرمان بتمن محسوب می‌شود. جونز که در اصل یک کشتی‌گیر نمایشی بود، از یک بیماری ژنتیکی نادر رنج می‌برد که در نهایت به او ظاهری شبیه به تمساح داد. او که به دلیل این تغییر شکل برگشت‌ناپذیرش دچار جنون شده‌بود، نام کیلر کراک را برگزید و به زندگی جنایتکارانه روی آورد، و به مرور زمان تمایلات حیوانی در او ایجاد شد که او را به فردی خطرناک تبدیل کرد. او همچنین یکی از اعضای گروه جوخه انتحار بوده‌است، که اولین حضورش از جلد پنجم این مجموعه کمیک است که حول محور این تیم می‌گردد، و به انچنترس علاقه عاشقانه دارد. او در ابتدا به عنوان یک شخصیت ابرشرور به تصویر کشیده شد، اما در داستان‌های بعدی شخصیت او بیشتر شبیه به یک ضدقهرمان شد.
آدواله آکینویه آگباجه نقش شخصیت کیلر کراک را در فیلم جوخه انتحار (۲۰۱۶) ایفا کرده است.

## تاریخچه
کیلر کراک در فوریهٔ ۱۹۳۸ با حضوری کوتاه وارد کمیک‌های کارآگاهی شد، و سپس به طور کامل در شمارهٔ ۳۵۸ مجموعه کمیک‌های بتمن (آوریل ۱۹۸۳) حضور پیدا کرد. خالقان این شخصیت گری کانوی و جین کولان هستند.

## زندگی‌نامه ساختگی شخصیت
وایلن جونز از موجودات خاص است که از بدو تولد مبتلا به بیماری نقص ایمنی پوست بود و این موضوع باعث جهش ژنتیکی او می‌شود و تبدیل به یک انسان حیوان نما می‌شود به شکل تمساح و والدینش در فاضلاب رهایش می‌کنند. کراک در فاضلاب بزرگ می‌شود و کم‌کم خوی انسانی اش را از دست می‌دهد و به حیوانی بی رحم تبدیل می‌شود. او از خفاش می‌ترسد و به همین دلیل با بتمن دشمن است.

## در رسانه‌ها
کراک در فیلم انیمیشنی بتمن: شوالیه گاتهام در قسمت تاریکترین سکنه ظاهر شد. اولین حضور سینمایی این شخصیت در فیلم جوخه انتحار (۲۰۱۶) بود که نقش آن را آدواله آکینویه آگباجه ایفا کرد.

## بازی‌های ویدئویی
- بازی بتمن: خیزش سن تزو (به انگلیسی: Batman: Rise of Sin Tzu) به عنوان زندانی آرکهام.
- بازی بتمن: فردایی تاریک
- بازی لگو بتمن: بازی ویدئویی با صدای استیون بلوم
- بازی بتمن: تیمارستان آرکهام با صدای استیون بلوم.
- بازی بتمن: شهر آرکهام با صدای استیون بلوم.